# دانشگاه فرمن
دانشگاه فرمن (انگلیسی: Furman University) یک دانشگاه خصوصی در کارولینای جنوبی است.